# Glock 36
La Glock 36 è una pistola semiautomatica prodotta dall'austriaca Glock.
Camerata in .45 ACP è la versione "slimline" della Glock 30, a sua volta versione "subcompat" della Glock 21.
Quest'arma è stata ideata per essere particolarmente sottile, quindi il castello, il carrello e la canna non sono intercambiabili con quelli di altre pistole subcompatte. Inoltre, al fine di diminuire la sua larghezza, è stata progettata in modo da accettare solo caricatori di tipo monofilare da 6 colpi (come sulla Glock 43), rendendo quindi impossibile l'uso dei caricatori bifilari tipici di altre Glock dello stesso calibro. 
È una delle tre armi della serie Glock (insieme alle Glock 21 e Glock 30, ambedue camerate in .45 ACP) ad avere la rigatura interna poligonale ottagonale, invece che esagonale, in quanto un maggior numero di lati è possibile solo con cartucce di discreto diametro.